# باول إيبر
باول إيبر (بالألمانية: Paul Eber)‏ هو أستاذ جامعي ألماني، ولد في 8 نوفمبر 1511 في كيتسينغن في ألمانيا، وتوفي في 10 ديسمبر 1569 في فيتنبرغ في ألمانيا.

## وصلات خارجية
- باول إيبر على موقع ميوزك برينز (الإنجليزية)
- باول إيبر على موقع ديسكوغز (الإنجليزية)